# المعلا (مسورة)

تعديل مصدري - تعديل

المعلا هي إحدى قرى عزلة مسورة بمديرية مسورة التابعة لمحافظة البيضاء، بلغ تعداد سكانها 89 نسمة حسب تعداد اليمن لعام 2004.